# Petra Bauer
Pour les articles homonymes, voir Bauer.
Petra Bauer est une biathlète allemande, championne du monde de la course par équipes en 1992.

## Biographie
En 1992, elle devient championne du monde à la course par équipes avec Petra Schaaf, Uschi Disl et Inga Kesper. Il s'agit de son unique podium au niveau international. Dans la Coupe du monde, elle réussit au mieux une 19e place en 1992 à Fagernes.

## Palmarès

### Championnats du monde
- Médaille d'or à la course par équipes aux Championnats du monde de 1992 à Novossibirsk (Russie).

### Coupe du monde
- Meilleur classement général : 43e en 1992.